# 웨어 두 위 고 나우?
웨어 두 위 고 나우?(Et maintenant on va ou?, Where Do We Go Now?)는 레바논에서 제작된 나딘 라바키 감독의 2011년 코미디, 드라마 영화이다. 나딘 라바키 등이 주연으로 출연하였고 나딘 라바키 등이 제작에 참여하였다.

## 출연

### 주연
- 나딘 라바키
- 클로드 바즈 모우사브바

### 조연
- 이본느 마에로우프
- 앙투아네트 누페일리
- 줄리안 파햇
- 알리 하이다르
- 케빈 압부드
- 페트라 사그비니
- 모스타파 알 사카

## 제작진
- 조감독: 메라스 새덱
- 배역: 아블라 코우리